# Pieńkówka (rejon tulczyński)
Pieńkówka (ukr. Пеньківка) – wieś na Ukrainie, w obwodzie winnickim, w rejonie tulczyńskim.
W czasach Rzeczypospolitej wieś leżała w województwie bracławskim. Odpadła od Polski w wyniku II rozbioru.